# Бородавка, Давид Данилович
Давид Данилович Бородавка  (6 августа 1902 — 23 марта 1973) — советский военачальник, генерал-майор авиации, участник советско-финской и Великой Отечественной войн.

## Биография
Давибд Данилович Бородавка родился 6 августа 1902 года в селе Басань (ныне — Пологовский район Запорожской области Украины). В 1929 году был призван на службу в Рабоче-Крестьянскую Красную Армию. В 1932 году окончил Одесскую пехотную школу, в 1934 году — Харьковскую военную авиационную школу лётчиков и лётчиков-наблюдателей. С 1935 года — на службе в Военно-морском флоте СССР. В 1936 году окончил Ейскую военно-морскую авиационную школу лётчиков и лётчиков-наблюдателей. Служил в частях ВВС Черноморского флота, пройдя путь от лётчика-наблюдателя до начальника штаба отдельной разведывательной эскадрильи. В феврале 1939 года был назначен начальником оперативного отделения штаба 1-го минно-торпедного авиационного полка. В этой должности принимал участие в советско-финской войне.
С сентября 1940 года служил в Управлении Военно-воздушных сил Балтийского флота, первоначально был помощником начальника 2-го отдела штаба, затем инспектором по боевой подготовке разведывательной авиации. С начала Великой Отечественной войны — в действующей армии. Первоначально возглавлял штаб 1-го минно-торпедного авиационного полка, затем был адъютантом в эскадрильях различных авиационных полков, начальником полковых штабов на Балтийском и Северном флотах. Многократно совершал боевые вылеты в качестве ведущего штурмана на самолёте Пе-2. Бомбил крупные военно-морские базы и железнодорожные узлы противника — Нарву, Котку, Волосово, Кингисепп и другие. Принимал участие в прорыве блокады Ленинграда, Петсамо-Киркенесской операции, нанося удары по вражеским заполярным портам.
После окончания войны продолжал службу в Военно-морском флоте СССР. Являлся начальником штаба крупных соединений ВВС Военно-морского флота СССР. В ноябре 1961 года был уволен в запас. Умер 6 декабря 1982 года, похоронен на кладбище Памяти жертв 9-го января в Санкт-Петербурге.

## Награды
- Орден Ленина (30 декабря 1956 года);
- 3 ордена Красного Знамени (6 июня 1945 года, 20 июня 1949 года, 1957 год);
- Орден Отечественной войны 1-й степени (7 февраля 1943 года);
- 3 ордена Красной Звезды (21 апреля 1940 года, 29 апреля 1944 года, 3 ноября 1944 года);
- Медали «За оборону Ленинграда», «За оборону Советского Заполярья» и другие.